# 국적 없는 짐승들
《국적 없는 짐승들》(영어: Beasts of No Nation)은 2015년 미국의 드라마 영화이다. 감독과 각본은 케리 후쿠나가이며, 우조딘마 이웨알라의 동명 소설을 원작으로 한다. 가나에서 촬영되어 이드리스 엘바, 에이브러햄 아타가 출연한다. 2015년 10월 넷플릭스에서 공개되었다.

## 출연

### 주연
- 이드리스 엘바
- 아브라함 아타
- 아마 아베브레스